# Izumno
Izumno (cyr. Изумно) – wieś w Serbii, w okręgu pczyńskim, w mieście Vranje. W 2011 roku liczyła 358 mieszkańców.